# حمزة وناس
حمزة وناس (18 ديسمبر 1988 - ) هو لاعب كرة قدم جزائري في مركز الوسط. لعب مع اتحاد البليدة.

## روابط خارجية
- حمزة وناس على موقع قاعدة بيانات كرة القدم.إي يو (الإنجليزية)
- حمزة وناس على موقع Soccerway.com (الإنجليزية)